# Mendoyo Dauh Tukad
Mendoyo Dauh Tukad is een bestuurslaag in het regentschap Jembrana van de provincie Bali, Indonesië. Mendoyo Dauh Tukad telt 4274 inwoners (volkstelling 2010).